# Perkins Engines
Perkins Engines (офіційно Perkins Engines Company Limited) — дочірня компанія Caterpillar Inc., є, перш за все, виробником дизельних двигунів для кількох ринків, зокрема, сільськогосподарських, будівництво, складська техніка, генерація харчування і промислових. Вона була створена в Пітерборо, Англія, в 1932 році. Протягом багатьох років Perkins розширила свій діапазон двигунів і виробляє тисячі різних специфікацій двигунів, зокрема дизельні та газові двигуни.